# Riksdagen 1566
Riksdagen 1566 ägde rum i Stockholm.
Ständerna sammanträdde den 10 mars 1566. 
Under riksdagen diskuterades Danmarks krav på landavträdelser från Sverige att för att ingå fred i det pågående kriget vilket möttes av ogillande och i stället motkrav på landavträdelser från Danmark. 
Riksdagen avslutades den 11 mars 1566.